# راهول سیپلیگانج
راهول سیپلیگانج (تلگویی: రాహుల్ సిప్లిగంజ్؛ زادهٔ ۲۲ اوت ۱۹۸۹) موسیقی‌دان و خواننده اهل هند است. وی از سال ۲۰۰۹ میلادی تاکنون مشغول فعالیت بوده‌است. او بیشتر بابت ترانه‌های مستقلی که در یوتیوب منتشر می‌کند شناخته می‌شود، اما در بیش از ۵۰ فیلم به زبان تلوگو هم ترانه خوانده‌است.
از فیلم‌هایی که وی در آن‌ها نقش داشته‌است، می‌توان به آرآرآر (در ترانهٔ «رقص رقص»)، جایی در ویکنتاپورام، جایی در ویکنتاپورام، ایسمارت شانکار، اوباش، نام من سوریا است، خانه من هند است، پسری با کیفیت خوب، تئاتر، ازدحام جمعیت، شیر و رامبابو به‌همراه فیلم‌بردار گانگا اشاره نمود.